# رئیس ستاد مشترک نیروهای دفاع‌ازخود ژاپن
رئیس ستاد مشترک نیروهای دفاع‌ازخود ژاپن (انگلیسی: Chief of Staff, Joint Staff) بالاترین مقام نظامی در نیروهای دفاع‌ازخود ژاپن و سه شاخه خدماتی آن: نیروی زمینی دفاع‌ازخود ژاپن، نیروی دریایی دفاع‌ازخود ژاپن و نیروی هوایی دفاع‌ازخود ژاپن است. رئیس ستاد مشترک، عمدتاً با رتبه چهار ستاره ژنرال یا ادمیرال، بالاترین رتبه در نیروی دفاع از خود ژاپن، منصوب می‌شود. رئیس ستاد مشترک، از بین رئیس ستاد نیروی زمینی، رئیس ستاد نیروی دریایی و رئیس ستاد نیروی هوایی به صورت چرخشی انتخاب می‌شود.
رئیس ستاد مشترک، بر تمام یگان‌ها و فرماندهی‌های نیروهای دفاع‌ازخود ژاپن در دفاع ملی، عمدتاً در هماهنگی دفاعی و آمادگی دفاعی، از جمله فرماندهی‌های اصلی سه شاخه، رئیس ستاد زمینی، رئیس ستاد دریایی و رئیس ستاد نیروی هوایی، نظارت می‌کند. رئیس ستاد مشترک همچنین در تمام امور مربوط به نیروهای دفاع‌ازخود ژاپن و همچنین در امور امنیت ملی و دفاعی، مانند شکل‌گیری مواضع و استراتژی‌های دفاعی، اجرای سیاست‌ها و ایجاد دکترین‌های نظامی در داخل کشور، به وزیر دفاع کمک می‌کند و دستورات وزیر دفاع را با راهنمایی‌های نخست‌وزیر، که به‌عنوان فرمانده کل نیروهای دفاع‌ازخود ژاپن خدمت می‌کند، اجرا می‌نماید.